# Чхве Хон Хі
Чхве Хон Хі (9 листопада 1918, Хваде, Менчхон, Хамген-Пукто — 15 червня 2002, Пхеньян, КНДР) — майстер карате і творець нового корейського бойового мистецтва: тхеквондо. Засновник спортивного тхеквондо і Міжнародної федерації тхеквондо (ITF).

## Біографія
Чхве Хонг Хі народився 9 листопада 1918 року на території нинішньої КНДР (північна Корея), в містечку Хваде. Батьків засмучувало, що їх син росте слабким і хворобливим, хоча вже тоді вони звернули увагу на його завзятий характер. Коли хлопчикові виповнилося 12 років, його відправили в буддійський монастир до відомого вчителю каліграфії Хан Іль Дону, який одночасно був майстром Текки -таеккен-античного корейського мистецтва боротьби ногами. Вивченню каліграфії заважало слабке здоров'я учня і майстер почав викладати йому Текки. Завдяки наполегливості та працьовитості Чоя справа йшла успішно, і до моменту від'їзду до Японії для продовження освіти він став не тільки майстерним каліграфом (про що свідчать численні перемоги на конкурсах каліграфії), але і в значній мірі просунувся у вивченні Текки.
У 1937 році в Японії дев'ятнадцятирічний юнак продовжував посилено тренуватися і одночасно почав займатися карате. Через два роки наполегливих занять, він зміг одержати чорний пояс І — дан, а до моменту закінчення Токійського Університету володів ступенем ІІ-дана. Він багато працював з традиційної корейської технікою ударів ногами, і саме тоді у нього з'явилися думки про необхідність і можливість відродження древніх корейських бойових мистецтв. Після початку другої світової війни молодий лейтенант стає одним з творців таємного товариства, що ставило за мету звільнення Кореї. Це призвело до арешту і майже семирічному ув'язнення. У в'язниці Чхве Хонг Хі не тільки займався сам, але і почав тренувати інших ув'язнених. Як розповідав сам майстер, через деякий час в'язниця перетворилася на один великий тренувальний зал. У ці роки була закладена основа тієї системи, яка в майбутньому отримає назву Таеквон-До.
Після закінчення війни Чхве Хонг Хі був звільнений і в 1946 році направлений в південнокорейську армію інструктором з фізичної підготовки та рукопашного бою. Наступні роки були заповнені як самостійними тренуваннями, так і заняттями з учнями, але головною справою залишалася робота по створенню нового стилю, до якого увійшло б все найкраще з традиційних східних єдиноборств. Була виконана величезна робота. Вивчення древніх рукописів, бесіди зі старими майстрами, зустрічі з представниками інших шкіл заповнювали весь вільний час.

## Заснування Таеквон-До
11 квітня 1955 було оголошено про створення нового напрямку бойових мистецтв під назвою Таеквон-До. У 1959 році була організована Корейська Асоціація Таеквон-До, а 22 березня 1966 року була створена Міжнародна Федерація Таеквон-До — ІТФ (International Taekwon-Do Federation), куди увійшли В'єтнам, ФРН, Малайзія, Сінгапур, США, Туреччина, Італія, Єгипет і Корея. Генерал Чхве Хонг Хі був її беззмінним президентом, аж до самої смерті. З цього моменту Таеквон-До починає швидко поширюватися по всьому світу, і на сьогоднішній день воно є наймасовішим з усіх видів східних єдиноборств.
У серпні 1970 року генерал Чхве починає турне по 20 країнам Південної Азії, Європи, Близького Сходу та Північної Америки. У кожній країні він проводить семінари для міжнародних інструкторів. Де б не з'являвся Чхве Хонг Хі, він усюди допомагав поширенню Таеквон-До та зміцненню ITF.

## Останні роки життя
У 1972 році Чхве Хонг Хі був змушений покинути Південну Корею, штаб-квартира Міжнародної Федерації була перенесена в Канаду.В цей же час в Південній Кореї була створена Всесвітня Федерація Таеквон-До — ВТФ (World Taekwon-Do Federation). Щоб підкреслити різницю між федераціями, в ВТФ були розроблені нові базові комплекси, введені зміни в техніку, змінилася термінологія, форми ритуалів і навіть крій костюмів для занять. ВТФ спочатку зробила ставку на розвиток Таеквон-До переважно як спорту, що спричинило зміни в правилах змагань, в техніці і методиці навчання. Саме цей напрямок зазвичай називають «Тхеквон-до», а традиційне Таеквон-До іноді називають «північним», так як воно розвивається саме в Північній Кореї.
Поділ в напрямках розвитку таеквон-до спричинило за собою появу нових федерацій. Однією з таких федерацій є Глобальна федерація таеквон-до, GTF (Global Taekwondo Federation). ЇЇ засновником довгі роки був президент Гранд мастер Пак Джун Те, володар чорного поясу IX дана, один з кращих учнів та однодумців генерала Чхве Хон Хі. Людина, яка за визнанням майстрів таеквон-до, вважався самим технічним таеквондистом світу. Глобальна федерація таеквон-до утворилася в березні 1990 року і сьогодні об'єднує більше 50-ти національних федерацій.
Можна бути прихильником як одного, так і іншого напрямку, але не слід забувати, що до 1972 року Таеквон-До розвивалося як єдина система, яка об'єднує своїх послідовників в одну федерацію — ІТФ. Після 1972 року кількість федерацій та асоціацій Таеквон-До стало множитися не по днях, а по годинах, і в даний момент тільки в США їх налічується кілька десятків. Деякі з них частково зберігають первісну техніку (наприклад, Глобальна Федерація Таеквон-До), деякі змінили все, крім назви. Але в первісному вигляді Таеквон-До існує тільки в Міжнародної Федерації, яку створив засновник Таеквон-До генерал Чхве Хонг Хі, і яку він очолював до кінця свого життя.
15 червня 2002 генерала Чхве Хонг Хі не стало. Він помер на 83-му році життя в Пхеньяні, в урядовій клініці, де проходив лікування. Лікарі до останнього боролися з хворобою, намагаючись врятувати генерала.